# Upiros
Upiros (en ruso: Упырь, Upyr'), también traducido como El vampiro es un cuento de terror de Alekséi Konstantínovich Tolstói escrito en 1841, bajo el seudónimo de Krasnorogsky.
El autor escribió este relato corto durante su estancia en París. Se considera la primera historia moderna de vampiros en ruso, aunque existen algunos precedentes indirectos, como El viyi. Sin embargo en Upiros, la figura del vampiro adquiere el protagonismo central y una definición menos folklórica y acorde con el vampiro literario de la época. Aparte de ser una historia de terror, el relato constituye una crítica a la decadencia de la aristocracia rusa.

## Sinopsis
La historia está narrada en primera persona por el noble Runevski, que influenciado por los comentarios inquietantes que le hace el extraño Rybarenko durante un baile aristocrático, comienza a creer que la familia de la brigadiera Sugrobina, tía de Dasha, la joven de la que está enamorada, está formada por upiros (vampiros), que se alimentan de la sangre de sus jóvenes descendientes.
Tras una estancia en la mansión de la brigadiera y conocer a sus invitados, Runevski queda convencido de que los comentarios de Rybarenko son producto de la locura. Durante su sueño tiene extrañas visiones sobre una mansión maldita en Italia, y no está seguro de si lo que ha visto es realidad o ficción.
Finalmente se descubre que la familia de Dasha ha heredado una antigua maldición de una mujer infiel que había matado a su marido. Al morir, el marido hizo que los herederos de su esposa fueran atormetados por una plaga de locura y vampirismo. La esposa asesina enloqueció y terminó suicidándose. La abuela de Dasha había heredado la maldición como vampiro y había matado a su hija y estaba preparada para matar a su nieta también. 
Cuando la maldición se rompe, Runevsky cree que todo se debe a fenómenos sobrenaturales, aunque Dasha descarta todo lo ocurrido, atribuyéndolo a una explicación natural. 